# قنق (قبيلة)
قنق ؛ كينك أو قنيق ((بالتركية: Kınık)‏ (بالتركمانية: Gynyk)‏(بالفارسية: قنق)) وهي قبيلة من الأتراك الأوغوز (أوالتُركمان  ) والذين يُشكلون فرعاً من الأتراك.

## قبائل الأوغوز
الأتراك الأوغوز هم فرع من الشعوب التركية، وخلال العصور الوسطى المبكرة كان معظمهم من الرحل وهيكلهم السياسي قبلي. كان هناك ما يصل 22 ال 24 قبيلة من الأوغوز، أدرجت القبائل في عدد من كتب العصور الوسطى مع وجود مصادر إسلامية تصف المسلمين الأوغوز بالتركمان بحلول القرن العاشر. ذُكِروا أيضًا في الأساطير التركية، ووفقًا للأساطير، كانت هناك 24 قبيلة في مجموعتين رئيسيتين، تم تمثيل كل مجموعة من قبل ثلاثة أشقاء وكان من المُفترض أن يكون لكل أخ أربعة أبناء، في هذا التصنيف، قبيلة قنق هي سليل دينيز خان الذي كان بدوره في مجموعة إتشك.
في القرن الحادي عشر، كان في كتاب ديوان لغات الترك لمحمود كاشغر قبيلة قنق هي الأولى في القائمة، لكن في القائمة التي أعدها رشيد الدين في القرن الثالث عشر، كانت قنق هي الأخيرة. في قائمة القبائل التركمانية (الأوغوز) التي قدمها أبو الغازي خان ومؤرخ خانية خيوة، في عمله شجرهٔ تراکمه (علم الأنساب للتركمان)، تم ذكر قبيلة قنق كأحفاد دينيز خان مع اسم القبيلة معناه «الشرفاء».

## قنق والسلاجقة
قنق معروفة تاريخيا لأن الإمبراطورية السلجوقية تأسست على يد قبيلة قنق، في القرن العاشر كان زعيم القبيلة دقاق (الملقب بـ Demiryaylı ، «بالقوس حديدي»)، تبعه ابنه سلجوق ثم حفيده أرسلان يابغو. تأسست الإمبراطورية السلجوقية من قبل أبناء أخيه طغرل وجغري بك، وسلاجقة الأناضول كانوا فرعاً من السلاجقة أسسها سليمان بن قتلمش حفيد أرسلان يابغو.
كتب المؤرخ أبو الغازي بهادر في عمله الذي يعود إلى القرن السادس عشر شجرهٔ تراکمه (شجرة التركمان) : «عندما أصبح السلاجقة أسياد العالم الإسلامي، قالوا:» نحن من قبيلة قنق للتركمان«، ثم قالوا: هربنا من كيخسرو، ابن أفراسياب، وأصبحنا قبيلة قنق من التركمان. كان السلاجقة يعدّوا أسلافهم وآبائهم حتى عهد أفراسياب بعد 35 من الأجيال، قائلا أنهم أبناء وأحفاد أفراسياب.»

## في الأناضول
هاجر مُعظم القبيلة إلى الأناضول (تركيا حالياً) خلال الإمبراطورية السلجوقية وأثناء الغزو المغولي في القرن الثالث عشر. في السجلات الرسمية للإمبراطورية العثمانية في القرن السادس عشر، كان هناك 81 مستوطنة تسمى قنق. على الرغم من استيعابهم إلى حد كبير في قبائل الأوغوز الأخرى، لا يزال هناك العديد من المستوطنات التي تحمل اسم قنق. على سبيل المثال، في مقاطعة إزمير، قنق هو اسم إحدى المناطق (ilçe) الوسطى. وهناك أيضا العديد من المناطق والقرى في تركيا تحمل الأسم القبلي لـ قنق والذي يبلغ تعددها 28.

## في تركمانستان
أحفاد قبيلة قنق شكلت القبائل إتشوراك وسلطانيز، والتي هي الآن التقسيمات الفرعية لـ قبيلة تيكي التُركمانية. 

## أُنظر أيضاً
- دقاق دمور یالیق
- السلالة السلجوقية